# August Waldemar Lundberg
August Waldemar Lundberg, född 1836 på Anneberg i Sorunda socken, död 17 februari 1907 i Lund, var en svensk ingenjör och arkitekt med ett stort antikvariskt intresse. Han studerade vid Bergsskolan i Filipstad och var verksam som bokhållare vid Ramnäs järnbruk, stadsbyggmästare i Falun 1862, länsarkitekt i Visby 1865, medgrundare av Skånska Cementgjuteriet och teknisk direktör för firmans första fabrik i Lomma 1872-96.
Bland de byggnader han ritade märks kyrkorna i Flädie 1886–88 (med Claes Grundström), Gessie 1887–88 (med Gustaf Pettersson), Fuglie 1902, och Tygelsjö 1903–04; alla i Skåne. Han ledde även restaureringar av medeltida byggnader och ruiner såsom Skabersjö kyrka i Skåne och Skällviks borgruin i Östergötland.

## Bilder

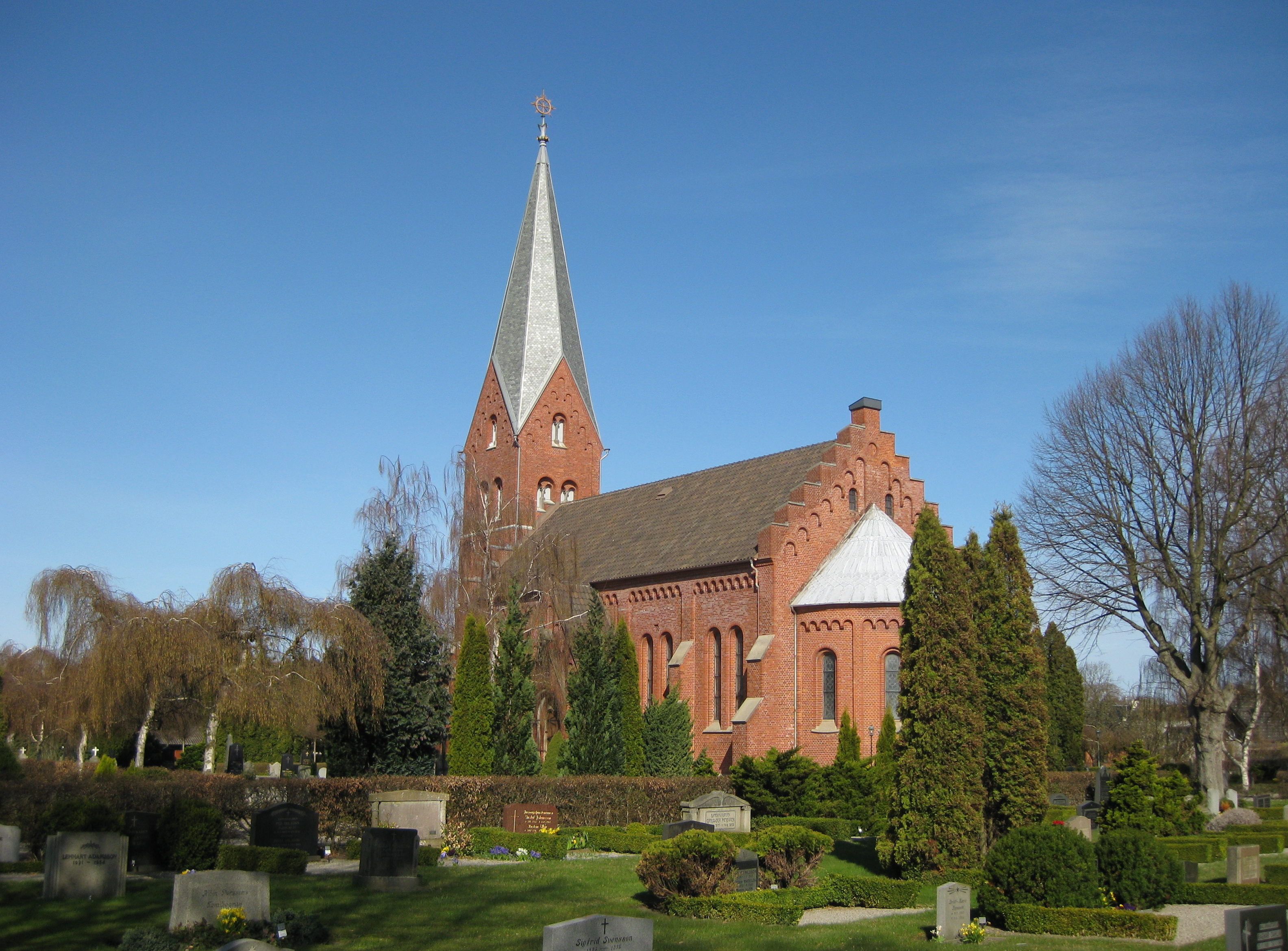
Flädie kyrka
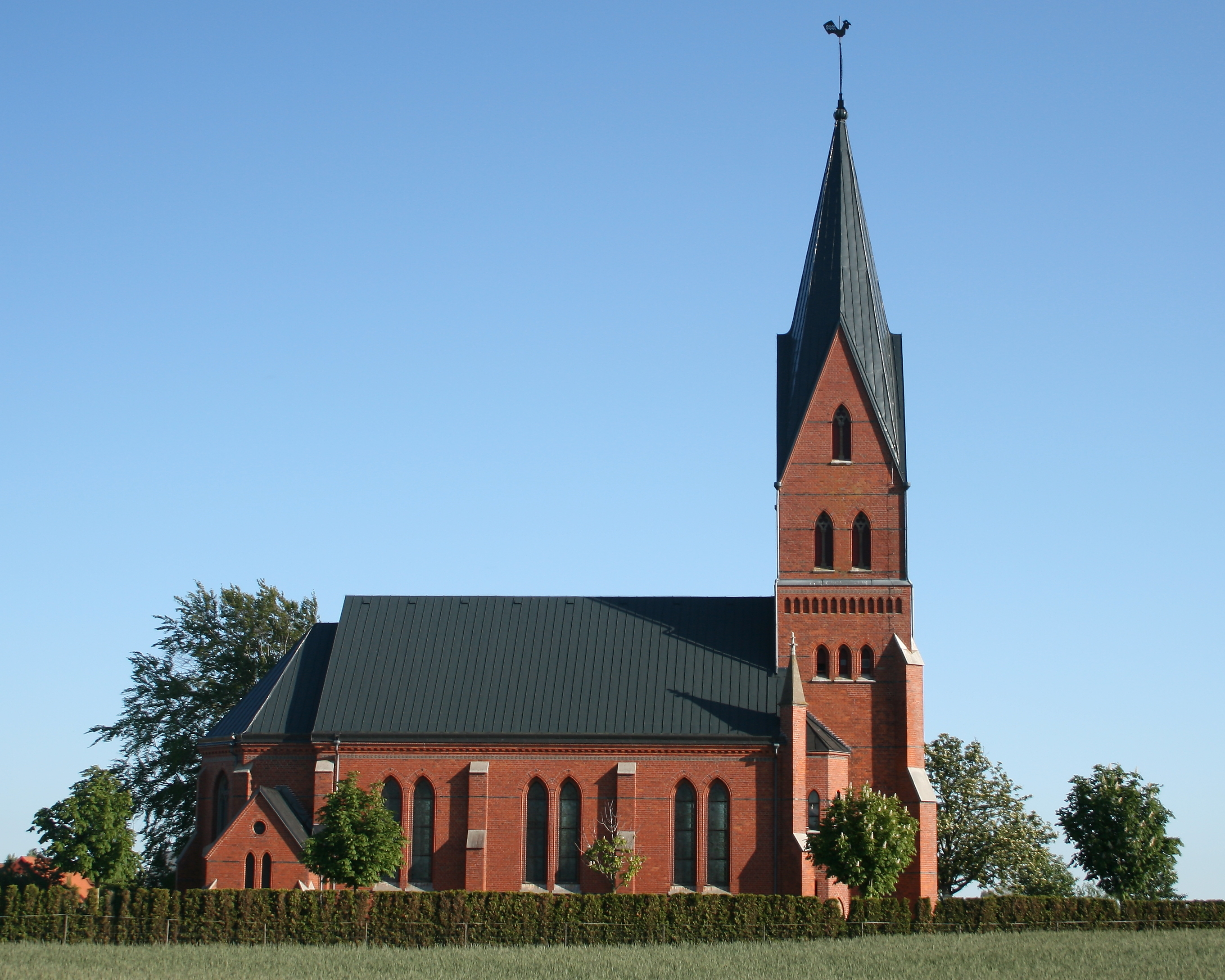
Gessie kyrka
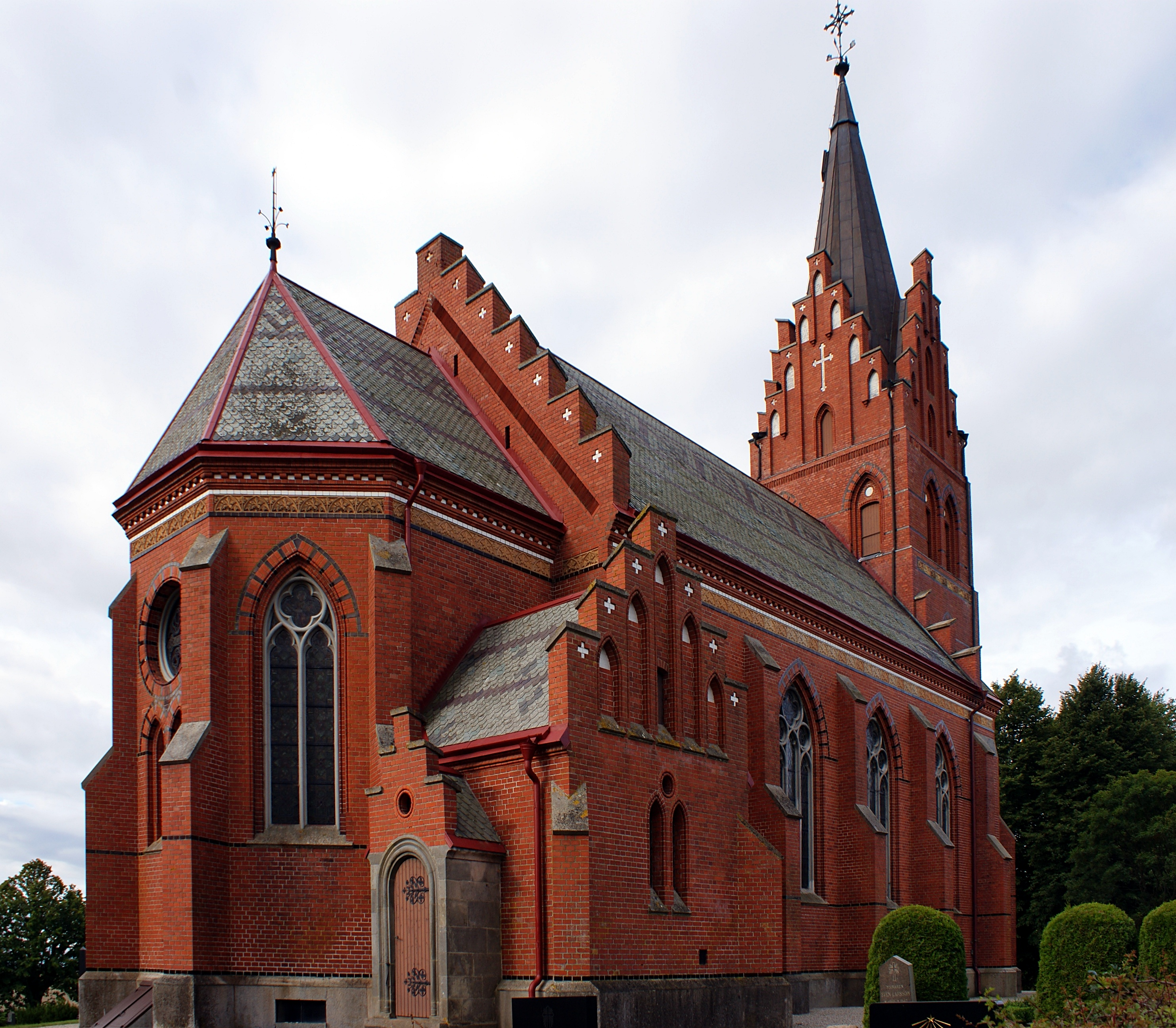
Fuglie kyrka
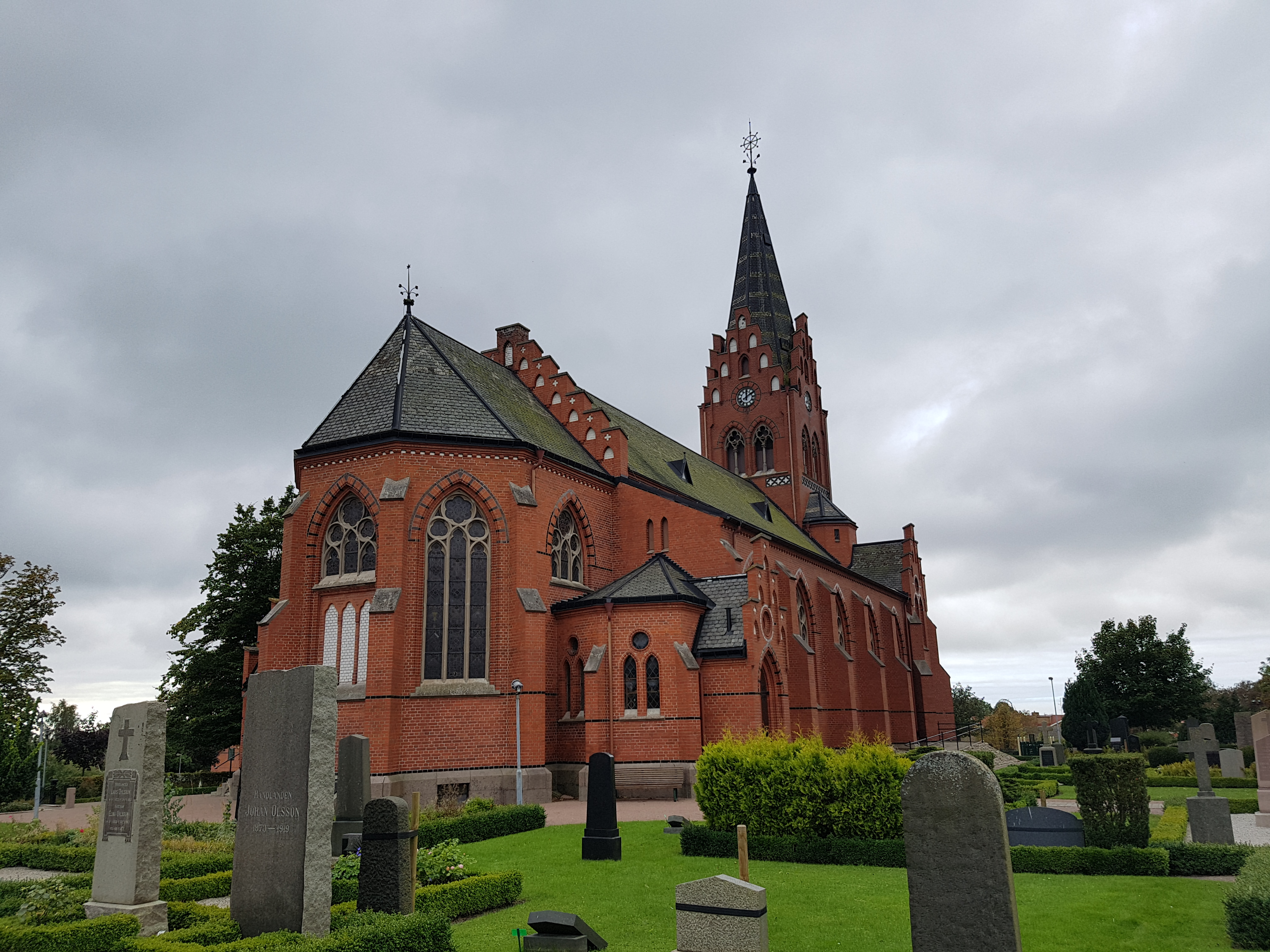
Tygelsjö kyrka